# Neil Robinson (coureur)

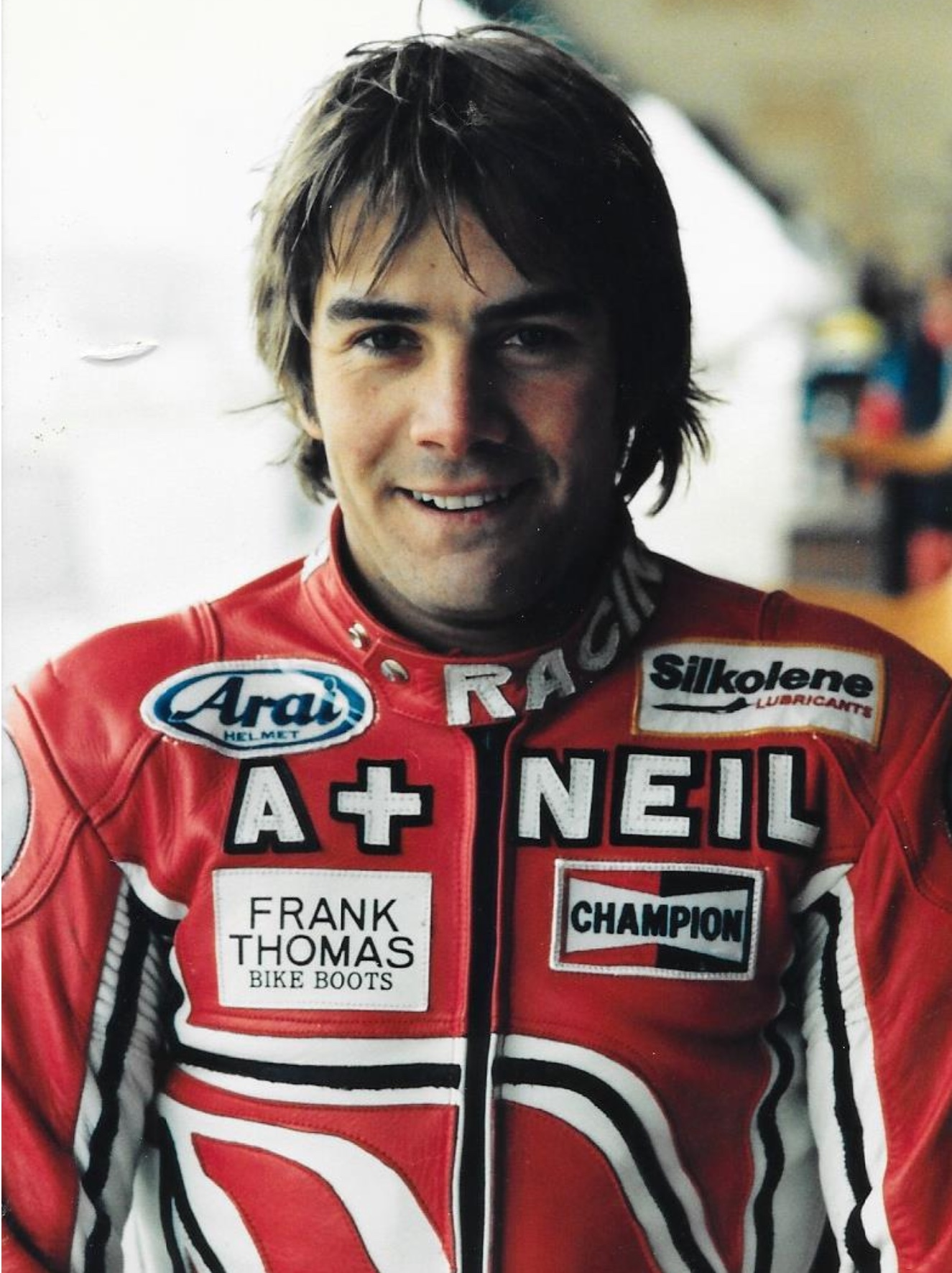
Neil Robinson

Neil "Smutty" Robinson, (Cullybackey, 29 juli 1962 – Kingston upon Hull, 13 september 1986) was een Noord-Iers motorcoureur. Zijn beste seizoen was dat van 1986, toen hij vierde werd in het wereldkampioenschap Formule 1.
Neil Robinson nam aanvankelijk deel aan baanwedstrijden, maar werd later wegracer, zowel op permanente als stratencircuits. Hij overleed op 24-jarige leeftijd in het ziekenhuis na een ongeval tijdens de trainingen op een stratencircuit in Scarborough.
Robinsons familie was van Schotse afkomst, zoals de meeste protestante families in Cullybackey.
In 1983 werd hij Brits 250cc-kampioen.
Vanaf het seizoen 1984 verscheen hij ook aan de start in het wereldkampioenschap wegrace met 125cc- en 250cc-MBA's. Hij behaalde punten in de TT van Assen, waar hij negende werd in de 125cc-race.
In het seizoen 1985 reed hij met een verouderde Suzuki RG 500 in de 500cc-klasse. In de Britse Grand Prix werd hij met deze machine negende.
In het seizoen 1986 concentreerde Robinson zich op het wereldkampioenschap Formule 1 als beroepscoureur in dienst van Skoal Bandit-Heron-Suzuki. Enkele weken voor zijn dood versloeg hij de grote Joey Dunlop tijdens de Formule I-race van de Ulster Grand Prix.
Tijdens de training op 13 september 1986 in Scarborough kwam hij ten val, waarbij hij hoofd- en beenletsel opliep. Hij overleed later die dag in het ziekenhuis.
Neil Robinson was de jongere broer van Donnie Robinson, die in 1999 dodelijk verongelukte tijdens de North West 200.